# ليزي سير أورك
ليزي سير أورك  (بالفرنسية: Lizy-sur-Ourcq)‏ هي قرية تابعة للإقليم  السين و مارن 77  (بالفرنسية: Seine-et-Marne)‏ في المنطقة إيل دي فرانس.
يقطنها حوالي 3686 ساكن حسب إحصائيات 2009.

## الجغرافيا
تبعد القرية حوالي 60 كلم من الشمال الشرقي للعاصمة باريس.

## النقل
يمر بالمدينة القطار التابع للشبكة بي (بالفرنسية: P)‏